# ماري جين ليريتييه
ماري جين ليريتييه دي فيلاندون (12 نوفمبر 1664 – 24 فبراير 1734) كانت كاتبة وأديبة فرنسية أرستقراطية مشهورة وكاتبة صالون في أواخر القرن السابع عشرميلادي، وابنة أخت شارل بيرولت.
نشرت ثلاث قصص خيالية في بداية مسيرتها المهنية. وعلى الرغم من أنها كتبت القليل بعدها، فإنها مارست بداية موضة القصص الخيالية بين "البريسيُوز" (Précieuses)، حيث نشرت أولى قصصها قبل عام من نشر عمها، المؤلف الشهير لكتاب قصص أمي الغولة (Les Contes de ma Mère l’Oye) في عام 1696. كانت صديقة مقربة وتلميذة لمادلين دي سكوديري، و مشاركة لِهيريتير في نوع القصص الخيالية انعكست في انخراطها في مشهد الصالونات الأدبية، حيث كانت هي والكثير من أصدقائها وزميلاتها من الصالونيات مثل مدام دولنوي وهنرييت-جولي دي موراة أعضاء في "القصاصات" (les conteuses). كانت هؤلاء النساء أساسيات في بداية نوع القصص الخيالية، جنبًا إلى جنب مع عمها الموقر. ورثت صالون سكوديري بعد وفاتها في عام 1701.

## أعمالها
- L'Adroite Princesse، ou، Les aventures de Finette - كما هو مذكور أعلاه.
- مارمواسان - حكاية أدبية مصنفة في فهرس آرني-تومبسون-أوثر تحت رقم ATU 884A، "الخطيبة المهجورة: الخدمة كخادمة".[6]
- ريكدين-ريكدون - سلف أدبي لنوع الحكاية ATU 500، "اسم المساعد"، وهو أشبه بـ Rumplestiltskin .[7]